# 恰奇湖
63°12′5″N 41°54′1″E / 63.20139°N 41.90028°E
恰奇湖（俄语：Чачозеро），是俄羅斯的湖泊，位於該國西北部，由阿爾漢格爾斯克州負責管轄，屬於北德維納河的一部分，長2公里、寬1.2公里，面積1.4平方公里，海拔高度25米。